# El Rocio, Malaga
El RocÍo je občina (predmestje) ob mestu Malaga v Španiji. Občina obsega istoimensko mestece.  Leži v provinci Malaga v španski avtonomni skupnosti Andaluzija.

## Zemljepisni položaj
El RocÍo je obalno andaluzijska občina ob Malagi, zaradi zraščenosti z Malago nekateri štejejo El RocÍo za predmestje Malage. Občina na severu meji s četrtjo Parque Clavero, na vzhodu z Morlaco Parkom in okolico Morlaco Parka ter na zahodu z La Torrecillo.

## Poimenovanje
Mestece in občina sta dobila ime po »Virgen del RocÍo«, znani kot Nevesta Malage.

## Transportna povezanost
El RocÍo je povezan z okoliškimi mesti in Malago z linijami avtobusnega podjetja EMT. Iz El RocÍo so direktne povezave do Parque Clavero, El Pala, Alamede Principal, Cerrade de Calderon, Puerte Blance in Pedregaleja.